# 1958 у відеоіграх

## Події
- 18 жовтня — Вільям Гігінботам, створив гру «Теніс для двох», що симулює гру в теніс чи пінг-понг на осцилографі.